# Малыши Луни Тюнз
Малыши Луни Тюнз (англ. Baby Looney Tunes) — американский мультсериал. Показ начался 16 сентября 2002 года на телеканале англ. Kids' WB, закончился 20 апреля 2005 года на Cartoon Network. Является идентичным по сути мультсериалу англ. Muppet Babies (1984—1991).

## Сюжет
Продолжение приключений героев Луни Тюнз, только на этот раз они показаны совсем крохотными детьми, возраста примерно от года до трёх лет (англ. Toddlers). Их наставником является единственный взрослый персонаж — Бабуля.
Малыши познают мир, общаются, занимаются интересными делами, играют, ищут приключения. В мультсериале 5 мальчиков (Багз, Даффи, Тэз, Твити, Сильвестр) и 3 девочки (Лола, Мелисса, Петунья) из питомцев. Также присутствуют 2 человека.

## Персонажи

### Основные
Появляются почти в каждой серии
- Бабуля (Granny) — озвучивает Джун Форей. Является бабушкой. Единственный взрослый персонаж в мультсериале. Нежно заботится о малышах и оберегает их от регулярно возникающих опасностей, из-за чего пользуется у всех непререкаемым уважением и авторитетом.
- Малыш Багз (Baby Bugs) — озвучивает Сэмюэль Винсент[англ.]. Является кроликом. Самый старший из малышей, позиционирует себя как их лидер, но его старшинство часто оспаривается.
- Малышка Лола (Baby Lola) — озвучивает Бритт Маккиллип. Является кроликом. Часто перехватывает лидерство у Малыша Багза, более ответственна за свои поступки, независима, «пацанка», воспитанная, озорная.
- Малыш Даффи (Baby Daffy) — озвучивает Сэмюэль Винсент. Является селезнем. Всегда заботится о собственной выгоде. Самонадеян, часто не замечает, что обижает и причиняет неудобства другим.
- Малышка Мелисса[англ.] (Baby Melissa) — озвучивает Джанис Джод. Является уткой. Амбициозная, часто теряет контроль над собой, уверенная в себе, смелая, гордая.
- Малышка Петуния[англ.] (Baby Petunia) — озвучивает Кьяра Дзанни[англ.]. Является поросёнком. Симпатичная, очень любознательная, скромная, отзывчивая, добрая.
- Малыш Тэз (Baby Taz) — озвучивает Йен Джеймс Корлетт[англ.]. Является тасманийским дьяволом. Часто принимает несъедобные предметы за продукты питания, ломает вещи своим невероятно быстрым вращением. Обладает замечательным чувством юмора, часто плачет именно как малыш.
- Малыш Твити (Baby Tweety) — озвучивает Сэмюэль Винсент. Является цыплёнком. Самый маленький и самый юный персонаж. Часто предлагает выходы из ситуаций, когда другие в растерянности. Очень переживает из-за своего роста.
- Малыш Сильвестр (Baby Sylvester) — озвучивает Терри Классен[англ.]. Является котёнком. Стеснительный, добрый, часто становится объектом насмешек и розыгрышей со стороны Малыша Даффи. Больше других требует внимания от Бабушки.
- Флойд Минтон (Floyd Minton) — озвучивает Брайан Драммонд[англ.]. Племянник Бабули. Является мальчиком. Помогает следить ей за малышами, в частности, в каждой серии второго сезона ответственен за одного конкретного персонажа.

### Периодические
Появляются в отдельных сериях 

Малыш Порки, Малыш Элмер, Малыш Сэм (Baby Sam) (в одной серии Малыш Багз одевается им на Хэллоуин), Малыш Госсамер (Baby Gossamer), Малыш Мичиган (Baby Michigan) (в одной серии Малыш Сильвестр разбивает его золотую статую), Малыши Койот и Дорожный Бегун (Baby Wile E. и Baby Road Runner), Малыш Фогхорн (Baby Foghorn), Щенок Барнъярд (Puppy Barnyard), Малыш Пепе (Baby Pepé), Малыш Дак Доджерс (Baby Duck Dodgers) (в одной серии Малыш Даффи одевается им на Хэллоуин), Малыш Марвин (Baby Marvin), Щенок К-9 (Puppy K-9).
Ни в одной из серий не появляются Спиди Гонзалес и Кошечка Пенелопа.

## Факты
- До эпизода 1-18 все малыши, кроме Тэза и Твити, носили подгузники, после перестали носить вообще что-либо, кроме Петунии, появляющейся в жёлтых оборчатых трусиках.
- Единственным актёром-ребёнком, принимавшим участие в озвучивании, была Бритт Маккиллип, которой на момент показа первой серии было одиннадцать лет, все остальные актёры и актрисы были взрослыми.
- Все актёры и актрисы озвучивания — канадцы, кроме американки Джун Форей.
- В 2006 году мультсериал номинировался на награду Дневная премия «Эмми» в категориях «Выдающиеся достижения в музыке» (два человека) и «Выдающаяся детская анимационная программа» (шесть человек), но не получил наград[2].